# Бешта, Андрей Петрович
Андрей Петрович Бешта (укр. Андрій Петрович Бешта; 14 декабря 1976, Рожище, Украинская ССР — 30 мая 2021, остров Ко Липе, Таиланд) — украинский дипломат. Чрезвычайный и Полномочный Посол Украины в Таиланде (2015—2021) и в Лаосе и Мьянме (2017—2021) (по совместительству).

## Биография
Родился 14 декабря 1976 года в Рожище Волынской области. Окончил с отличием Львовский университет им. Франко, специалист по международным отношениям, переводчик. Свободно владел английским языком.
В МИД Украины с 1998 года. Работал за границей в постоянном представительстве Украины при ООН, а также посольстве Украины в Королевстве Таиланд. Специалист по вопросам деятельности ООН и других международных организаций.
Заместитель директора — начальник отдела Департамента международных организаций Министерства иностранных дел Украины. Член делегации Украины для участия в работе 67-й сессии Генеральной Ассамблеи ООН.
И. о. директора Департамента международных организаций МИД Украины.
Член делегации Украины для участия в работе 68-й сессии Генеральной Ассамблеи ООН.
Член делегации Украины для участия в работе 69-й сессии Генеральной Ассамблеи ООН.
Член делегации Украины для участия в работе 70-й сессии Генеральной Ассамблеи ООН.
С 24 ноября 2015 по 6 апреля 2021 года — Чрезвычайный и Полномочный Посол Украины в Королевстве Таиланд.
С 16 февраля 2017 по 6 апреля 2021 года — Чрезвычайный и Полномочный Посол Украины в Лаосской Народно-Демократической Республике по совместительству.
С 19 августа 2017 по 6 апреля 2021 года — Чрезвычайный и Полномочный Посол Украины в Республике Союз Мьянма по совместительству.
В декабре 2017 года вручил верительные грамоты президенту Мьянмы.
28 мая 2021 года прибыл с сыном в Таиланд на отдых. В ночь на 30 мая умер из-за сердечного приступа на острове Ко Липе на юге Таиланда.
24 августа 2021 года посмертно присвоен дипломатический ранг Чрезвычайного и Полномочного Посла.

## Семья
Имел жену Наталью, дочь Оксану и двух сыновей — Андрея и Остапа.